# Lionel Tollemache, III conte di Dysart
Lionel Tollemache, III conte di Dysart (30 gennaio 1649 – 23 febbraio 1727) è stato un nobile e politico scozzese.

## Biografia
Era il figlio di Elizabeth Murray, II contessa di Dysart, e del suo primo marito, Sir Lionel Tollemache, III Baronetto. Studiò al Queens' College, Cambridge.

## Carriera
Lionel successe al baronetto di suo padre nel 1669. Ha brevemente servito come deputato per Orford nel 1679.
Nel 1698 successe la madre come Conte di Dysart. Nel 1702, è stato nominato viceammiraglio di Suffolk, e nel 1703, fu nominato Lord luogotenente del Suffolk, High Steward di Ipswich, carica che mantenne fino alla morte. È stato sindaco di Orford durante l'estate del 1704. Come un pari scozzese, è stato costretto a lasciare la Camera dei comuni da parte Atto di Unione (1707).
La regina Anna gli offrì un baronato nel Pari della Gran Bretagna, ma rifiutò.

## Matrimonio
Sposò, il 1 novembre 1680, Grace Wilbraham, figlia di Thomas Wilbraham. Ebbero cinque figli:
- Lionel Tollemache, Lord Huntingtower (6 giugno 1682-26 luglio 1712), sposò Henrietta Cavendish, ebbero due figli;
- Lady Elisabetta Tollemache (?-6 agosto 1746), sposò Robert Salusbury Cotton, non ebbero figli;
- Lady Catherine Tollemache (?-17 gennaio 1754), sposò John Brydges, marchese di Carnarvon, ebbero due figlie;
- Lady Mary Tollemache (?-2 dicembre 1715);
- Lady Grace Tollemache (?-27 maggio 1719).

## Morte
Morì il 23 febbraio 1727, gli successe il nipote, Lionel.